# أديس بابلو
أديس بابلو (بالإنجليزية: Addis Pablo)‏ هو موسيقي جامايكي، ولد في 1989 في نيوجيرسي في الولايات المتحدة.

## وصلات خارجية
- أديس بابلو على موقع ميوزك برينز (الإنجليزية)
- أديس بابلو على موقع ديسكوغز (الإنجليزية)